# Aporosa planchoniana
Aporosa planchoniana là một loài thực vật có hoa trong họ Diệp hạ châu. Loài này được Baill. ex Müll.Arg. mô tả khoa học đầu tiên năm 1866.